# Hruševje
Hruševje je naselje u slovenskoj Općini Postojni. Hruševje se nalazi u pokrajini Notranjskoj i statističkoj regiji Notranjsko-kraškoj. 

## Stanovništvo
Prema popisu stanovništva iz 2002. godine naselje je imalo 233 stanovnika.